# Rend mig i traditionerne
Rend mig i traditionerne er en roman fra 1958, skrevet af Leif Panduro.
Den handler om den unge gymnasieelev David, der er forkælet, forvirret og fuld af Weltschmerz. Hele hans tilværelse er blevet tilrettelagt for ham, men han føler sig på tværs af alt. Til en fest ramler det hele for ham og han drager ind til København, hvor han vandrer rundt i flere dage, indtil han ved et uheld får sit slips i klemme i en cigaretautomat. Han bliver pågrebet af myndighederne og anbragt på et sanatorium, hvor han fortæller sin historie til sin døve medpatient.
Romanen blev filmatiseret i 1979 med Henrik Koefoed i hovedrollen.
Leif Panduro skildrer gennem hovedpersonen David sit syn på samfundets tendenser i 1950'erne. Han kritiserer gennem hovedpersonen samfundets ønske om konformitet og opfyldelse af normer. David stritter imod dette, og bliver anset som værende skør. Panduro ønsker at stille spørgsmålet om, hvorvidt David eller samfundet er syg(t). I det hele taget ønsker Panduro at udfordre den konsensusorientering han mente eksisterede i perioden.
Den dag i dag er romanen yderst relevant, særligt for unge mennesker da den stiller spørgsmål til nogle af livets store valg såsom uddannelse og fremtid. [kilde mangler]